# Junkers Ju 90
Junkers Ju 90 – niemiecki samolot pasażerski i transportowy wytwórni Junkersa oblatany w 1937 r., używany jako samolot pasażerski przez Lufthansę. Po wybuchu II wojny światowej samoloty zostały przejęte przez wojsko i używane m.in. do holowania szybowców Messerschmitt Me 321 Gigant.

## Historia

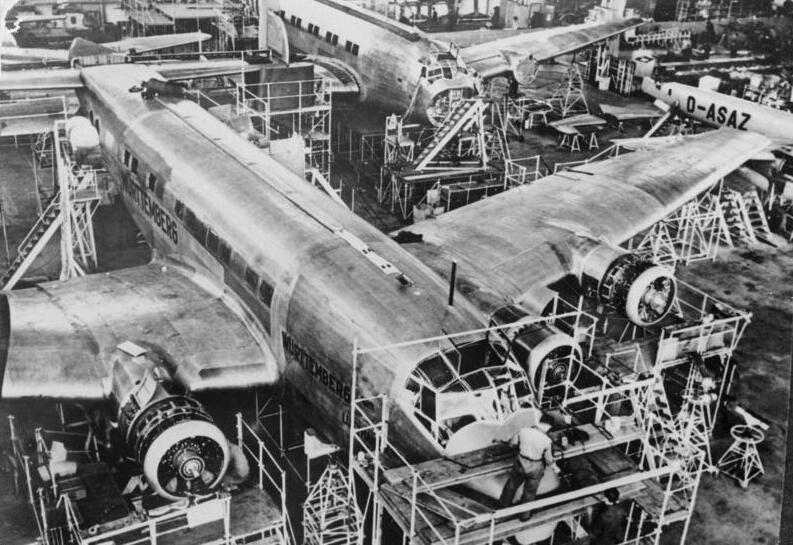
Ju 90 na linii montażowej

1 stycznia 1937 r. Deutsche Luft Hansa AG złożyła zamówienie na samolot transportowy. Firma Junkers postanowiła zaadaptować do nowej konstrukcji skrzydło i usterzenie z Ju 89V3. Zespół konstrukcyjny, kierowany przez inżynierów Krafta i Ernsta Zindlera, opracował całkowicie nowy kadłub. W wyniku prac zespołu konstrukcyjnego powstał czterosilnikowy samolot zdolny przetransportować od 38 do 40 pasażerów, którego prototyp otrzymał oznaczenie Junkers Ju 90V1, numer zakładowy (werk.Nr) 4913 oraz cywilną rejestrację D-AALU. Oblot, z silnikami DB 600A, przeprowadzono 28 sierpnia 1937 r. Powstały kolejne prototypy noszące nazwy własne: V2 – Preussen (Werk-Nr. 4914, D-AIVI), V3 – Bayern (Werk.Nr 4915. D-AURE) oraz V4 – Schwabenland/Sachsen (Werk.Nr 4916, D-ADLH). Ju 90V1 uległ katastrofie 7 lutego 1938 r. podczas prób flatterowych, w locie zginął pilot doświadczalny Alfred Hahneman. Ju 90V4 stał się wzorcem do podjęcia produkcji seryjnej. W listopadzie 1938 r. Ju 90V2 Preussen uległ katastrofie w Bathurst, jego imię własne odziedziczył V6.
Firma Junkers otrzymała zamówienie na budowę serii informacyjnej noszącej oznaczenie Ju 90B-1. W ramach tej serii zbudowano 10 egzemplarzy Ju 90 noszące numery seryjne od 90 0001 do 90 0010 oraz numery prototypowe od V5 do V14. Oblot samolotu 90 001 wykonano 24 lutego 1939 r. a 90 010 25 kwietnia 1940 r. W egzemplarzu V5 (Werk.Nr 90 001 Württemberg) testowano nową konstrukcję skrzydła, silniki BMW 139 oraz tylną rampę załadunkową. Rampa, napędzana hydraulicznie, pozwalała na podniesienie ogona samolotu i załadunek na pokład lekkich samochodów, tj. VW typ 82 Kübelwagen.
W egzemplarzu V7 Baden (Werk.Nr 90 003, D-ADFJ, GF+GH) testowano wydłużoną o 2 metry część ogonową. Egzemplarze V8 (Werk.Nr 90 004, DJ+YE, Hessen) i V9 (Werk.Nr 90 005) były przeznaczone dla South African Airways. Wybuch wojny uniemożliwił ich przekazanie odbiorcy. W V8 (rejestracja cywilna D-AQJA, wojskowa DJ+YE) testowano uzbrojenie obronne umieszczone w podkadłubowej gondoli, przodzie kadłuba, wieżyczce umieszczonej na grzbiecie kadłuba, stanowiskach strzeleckich po bokach kabiny oraz ogonowym stanowisku strzeleckim.
Rozwinięciem Ju 90 był wojskowy samolot transportowy Junkers Ju 290.

## Użycie bojowe

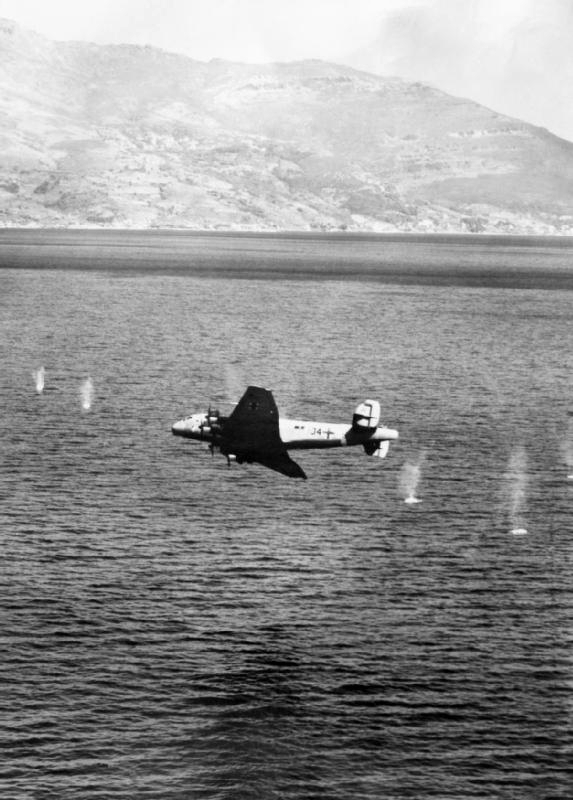
V11 ostrzeliwany przez B-26

Egzemplarze V8 (Werk.Nr 90 004, Hessen, BG+GZ), V10 (Werk.Nr 90 006, Mecklenburg, D-ASN), V11 (Werk.Nr 90 007, Oldenburg, D-AFHG), V12 (Werk.Nr 90 008, Hessen, D-ATDC), V13 (Werk.Nr 90 009, Thüringen, D-AJHB) oraz V14 (Werk.Nr 90 010, Brandenburg, D-AVMF) z Luft Hansa trafiły do Luftwaffe i zostały przydzielone do Viermotorigen Transportstaffel a następnie do Transportstaffel 5. Używane były do transportu zaopatrzenia, podczas operacji Weserübung latało sześć egzemplarzy Ju 90. V10 został zniszczony w katastrofie 12 kwietnia 1940 r. podczas startu z Hamburga. 8 listopada 1940 r. utracono egzemplarz V14, który rozbił się nad Austrią z powodu oblodzenia. W maju 1941 r. trzy egzemplarze skierowano na Bliski Wschód, gdzie m.in. holowały szybowce Messerschmitt Me 321 Gigant. Kilka egzemplarzy trafiło do Kampfgeschwader 200. Brały również udział w lotach z zaopatrzeniem do Afryki, dostarczały wyposażenie dla Afrika Korps. Na froncie wschodnim użyto wszystkich dostępnych wówczas egzemplarzy, 13 stycznia 1943 r. na lotnisku Pitomnik pod Stalingradem został zniszczony V13. V8 został utracony przez Luftwaffe w 1943 r. V11 (J4+JH) 22 lipca 1943 r. został uszkodzony przez załogę Martin B-26 Marauder i rozbił się podczas lądowania w Bastii. Trzy egzemplarze Ju 90 zostały wykorzystane w 1944 r. podczas akcji ewakuowania niemieckich żołnierzy z Krymu i Grecji. Ostatnie egzemplarze zostały utracone przez Luftwaffe pod koniec wojny. Ju 90 V4 i V9 zostały zdobyte przez wojska brytyjskie i trafiły do Wielkiej Brytanii.

## Konstrukcja
Był to czterosilnikowy samolot transportowy w układzie wolnonośnego dolnopłata o konstrukcji metalowej.

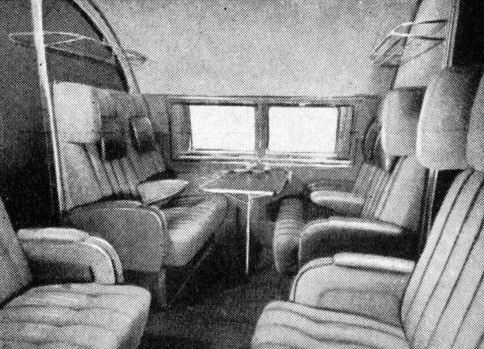
Wnętrze kabiny pasażerskiej

Kadłub o konstrukcji półskorupowej opartej na wręgach wzmocnionej licznymi podłużnicami. Przekrój prostokątny z zaokrąglonym grzbietem. Pokryty gładką blachą z duraluminium. W przedniej części znajdował się kokpit dla pilotów i radiooperatora, następnie znajdowała się kuchnia i przestrzeń dla 40 pasażerów, którą można było podzielić na pięć stref. Dwie pierwsze były przeznaczone dla pasażerów palących, trzy następne dla niepalących. W tylnej części kadłuba znajdowały się dwie toalety, szatnia oraz bagażnik. Okna prostokątne, jedynie w egzemplarzach V6, V7 i V8 w kształcie iluminatorów. Kabina pasażerów miała powierzchnię 26,45 m2 (w wersjach V1-V6) lub 28,5 m2 (w wersjach późniejszych). Przyrządy pilotażowe zdwojone, samolot był wyposażony w przyrządy umożliwiające lot bez widoczności ziemi i z wykorzystaniem radionawigacji. Radiostacja była zamontowana po prawej stronie kadłuba, za plecami drugiego pilota. Wejście do kadłuba zapewniały dwa włazy umieszczone po jego lewej stronie. Pierwszy prowadził do kabiny pilotów, drugi do kabiny pasażerskiej. Wyjście awaryjne z kabiny załogi stanowiły przesuwane okna boczne. Samolot charakteryzował się wysokim komfortem, kabina była klimatyzowana, zapewniała wysoki stopień tłumienia hałasu silników, pomieszczenia załogi były przestronne, piloci dysponowali specjalnymi zasłonami na oknach pozwalającymi zmniejszyć nasłonecznienie kokpitu.
Usterzenie poziome dwudzielne, statecznik poziomy o konstrukcji trójdźwigarowej. Statecznik pionowy podwójny, napęd sterów hydrauliczny.
Płat pięciodzielny, wyposażony w dzielone lotki oraz w klapy wykorzystywane do startu i lądowania. Lotki mogły służyć również jako klapy. Centropłat połączony z kadłubem mieścił zbiorniki paliwa. Dodatkowe zbiorniki znajdowały się w pozostałych częściach skrzydła, ich łączna pojemność wynosiła 4400 litrów. Instalacja przeciwoblodzeniowa działała na zasadzie rozprowadzania ciepłego powietrza z silników.
Podwozie trójpunktowe z kółkiem ogonowym. Golenie główne chowane do gondoli silników wewnętrznych, kółko ogonowe do kadłuba. Napęd mechanizmu chowania i wypuszczania podwozia stanowiła instalacja hydrauliczna. Golenie podwozia głównego były amortyzowane za pomocą instalacji olejowo-powietrznej. Opona podwozia głównego miała wymiary 1450 x 500 mm, kółko ogonowe 780 x 260 mm miało możliwość obrotu o 360°.
Napęd – w prototypie V1 zastosowano silniki rzędowe DB 600A, w egzemplarzach V2–V4 oraz w 90 001, 90 003, 90 005-0010 silnik gwiazdowy BMW 132H/1. W egzemplarzach 90 002 i 90 004 zamontowano silniki Pratt & Whitney SC-G Twin Wasp. W ramach modernizacji w egzemplarzu V5 zainstalowano silnik BMW 132M, a w V7–V8 BMW 801A.

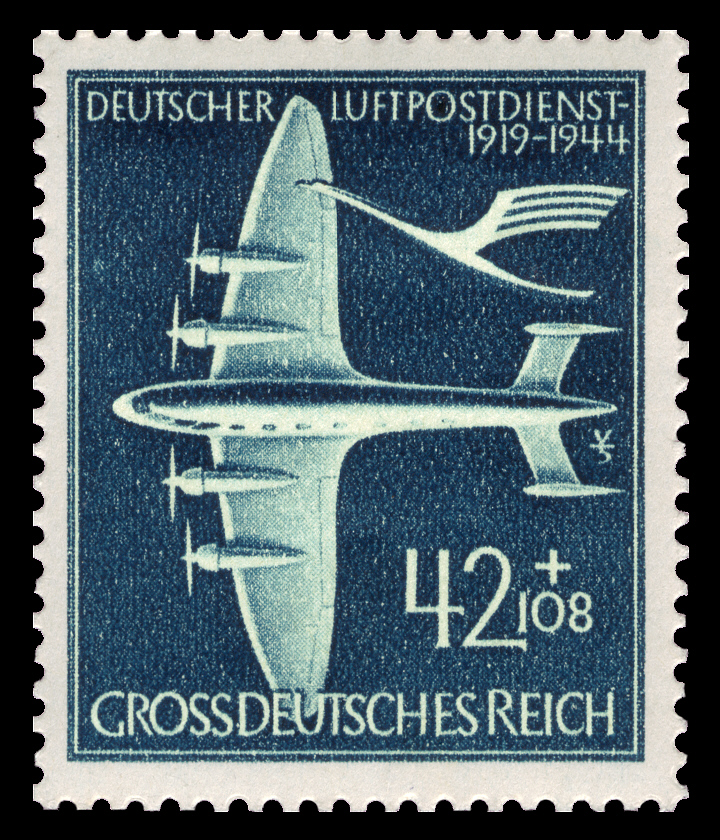
Znaczek poczty III Rzeszy z samolotem Ju 90